# Клодий Албин
Деций Клодий Албин (на латински: Decimus Clodius Septimius Albinus Augustus) е претендент за трона на римските императори, издигнат от легионите в Британия, а по-късно признат и от тези в Испания и Галия. Носи титлата цезар (193-196) и август (196-7 г.).
Произхождал от знатна фамилия, родом от Северна Африка и се ползвал с голяма популярност като управител на Британия. След убийството на Пертинакс и възкачването на Дидий Юлиан, Клодий Албин сключва съюз със Септимий Север, който първи влязъл в Рим, получил признанието на Сената и водил война последователно с Дидий Юлиан и Песцений Нигер. Север признал Албин за съвладетел със сан цезар и потвърдил властта му над западните провинции. Албин тайно се домогвал до подкрепата на сенаторите и подготвял война срещу колегата си, който бил на изток.
Скоро Албин бил прокламиран за август от легионите си (есента на 196), настъпил към Италия, но въпреки първоначалния успех той бил разбит в грандиозна битка включваща близо 150 000 войници близо до Лугдунум (февруари 197). Отчаян от поражението, Клодий Албин сложил край на живота си веднага след това. Трупът му бил съблечен гол, а победоносният Север минал върху него с коня си. Семейството на Албин било убито от врага.
В Пауталия (днес Кюстендил) са сечени монети на Албин, на които е изобразен той и обожествената змия Гликон.

### Вижте
- Година на петимата императори